# The Love Witch
The Love Witch (englisch für ‚Die Liebeshexe‘) ist ein 2016 erschienener US-amerikanischer Film von Anna Biller.

## Handlung
Nach dem Tod ihres Ehemannes Jerry in San Francisco möchte die Hexe Elaine in Arcata, Kalifornien, einen neuen Lebensabschnitt beginnen. Sie bezieht ein Zimmer im viktorianisch eingerichteten Haus ihrer Mentorin Barbara. Dabei lernt sie deren Innenarchitektin Trish Manning kennen, die sie zu einer Teestunde einlädt, wo sie auch Bekanntschaft mit Trishs Ehemann Richard macht.
Als Elaine den Literaturprofessor Wayne kennenlernt, vergucken sich beide ineinander und fahren zu Waynes Waldhütte. Elaine verabreicht ihm einen Drink mit Halluzinogenen, ehe die beiden zum Geschlechtsakt kommen. Nach dem Akt wirkt Wayne emotional instabil und stirbt am nächsten Tag. Elaine begräbt ihn zusammen mit einer Hexenflasche, die sie mit ihrem Urin und einem gebrauchten Tampon füllt.
Als Elaine erfährt, dass Trish ohne ihren Mann auf eine Geschäftsreise fährt, beschließt sie, Richard zu verführen. Da dieser einem Wahn verfällt, bricht sie aber schnell mit ihm.
Unterdessen untersucht die Polizei den Tod von Wayne. Aufgrund eines Tipps einer Universitätsangehörigen, die Wayne zusammen mit Elaine fortfahren sah und von dessen Waldhütte weiß, finden die Polizeibeamten Griff und sein Partner Steve das Grab und die Hexenflasche. Die Ermittlungen führen Griff zu Elaine, die den Vorwurf des Mordes zurückweist und ihn verführt. Auf einer Zeremonie ihrer Hexengemeinde führen die beiden eine Scheinhochzeit durch. Da sich herausstellt, dass Wayne an Herzversagen verstorben ist, möchte Griff entgegen dem Willen seines Partners die weiteren Ermittlungen ruhen lassen.
Der auf Elaine versessene Richard wird von seiner Frau Trish tot in der Badewanne aufgefunden. Als sie sich mit Elaine bei einer erneuten Teestunde über ihren Verlust beklagt, erklärt ihr diese, sie habe ihre Liebe gefunden und zeigt ihr einen Ring, den ihr Griff geschenkt hat. Beim Verlassen der Teestube vergisst sie ihren Ring jedoch. Als Trish den Ring zurückgeben will, ist Elaine nicht in ihrer Wohnung. Sie probiert ihre Schminke und ihre Kleider aus, findet dann aber durch Zufall einen Schrein zu Ehren von Jerry, Wayne und Richard und erkennt, dass Elaine für den Tod ihres Mannes verantwortlich ist. Als Elaine zurückkehrt, versucht sie Trish umzubringen, die sich wehrt und zusammen mit einer Voodoo-Puppe von Richard fliehen kann.
Am Abend trifft sich Elaine mit Griff im Kabarett. Er konfrontiert sie mit den Laborergebnissen der Hexenflasche, die bei Waynes Grab gefunden wurde und Elaines DNA enthielt und der Voodoo-Puppe von Richard, die Trish der Polizei aushändigte. Da er ihr keinen Mord zur Last legen kann, will er Elaine zunächst wegen der illegalen Bestattung von Wayne verhaften. Als das Publikum von der Verkettung Elaine in den Tod von Wayne erfährt, kommt es zum Übergriff auf Elaine. Griff kann mit ihr zusammen fliehen. In ihrer Wohnung erwidert er aber nicht mehr ihre Liebe und Elaine ersticht ihn.

## Produktion
Der Film entstand als Independent-Film unter der Regie von Anna Biller, die sich auch für das Drehbuch, den Schnitt und das Storyboard verantwortlich zeigte. Auch das Set- und Kostümdesign entstammen der Feder von Anna Biller und wurden von ihr in vielen Fällen selbst hergestellt. Die Filmproduktion nahm siebeneinhalb Jahre in Anspruch. Nach Angaben von Anna Biller kam es bei den Dreharbeiten zu Sabotageakten durch die technische Crew.
Der Spielfilm wurde auf 35-mm-Film gedreht. Durch die Anwendung des Technicolor-Verfahrens, der Verwendung von Rückprojektion sowie der Kostüm- und Setgestaltung imitiert der Film Spielfilme der 1960er Jahre. Der Film nimmt Bezüge auf Alfred Hitchcock, Douglas Sirk, Rainer Werner Fassbinder, Nicholas Ray, Samuel Fuller und Todd Haynes. Die Spielleiterin lehnte sich an die Spielfilme der 1930er Jahre mit weiblichen Hauptrollen vor Einführung des Hays Codes an, baute aber auch Bezüge zu den Nachkriegswerken Baby Face, The Wicker Man und Rosemaries Baby ein. Die Musik orientiert sich an dem Schaffen von Ennio Morricone. Anna Biller erklärte, sie wolle ihren Film nicht als Exploitationfilm verstanden wissen, den sie als Vorläufer der Pornografie ansieht. Ihr Film sei dagegen in Konversation zu der Alltagspornografie; die Femme fatale solle aus der weiblichen Sicht gesehen werden. Sie gab, dass die Leitmotive nach der Wahl von Donald Trump zum Präsident der Vereinigten Staaten von den Zuschauern als aktuell aufgefasst wurden.
Die deutsche Erstaufführung fand am 16. September 2016 auf dem Internationalen Filmfest Oldenburg statt.

## Kritiken
The Love Witch erhielt ein sehr gutes Presseecho, was sich auch in den Auswertungen US-amerikanischer Aggregatoren widerspiegelt. So erfasst Rotten Tomatoes fast ausschließlich wohlwollende Besprechungen und ordnet den Film dementsprechend als „Zertifiziert Frisch“ ein. Metacritic ermittelt aus den vorliegenden Bewertungen „Allgemeines Kritikerlob“.
Der Filmkritiker Frank Arnold geht in seinem Festivalbericht in der epd Film insbesondere auf den Stil des Films ein: „Einen ungewöhnlichen Film legte Anna Biller mit The Love Witch vor: Schon das erste Bild mit seinen kräftigen Technicolorfarben versetzt den Zuschauer in die mittsechziger Jahre, wo eine moderne Hexe in Kalifornien ihrem Handwerk nachgeht.“
Sarah Marrs bezeichnete den Film als Ode an den Retrofilm, aber gleichzeitig als warnenden Hinweis, um die überholten Geschlechterrollen hinter sich zu lassen.

## Auszeichnungen
Chicago Independent Film Critics Circle Awards 2016
- Auszeichnung für das Beste Kostümdesign (Anna Biller)
- Auszeichnung mit The Trailblazer Award für Filme, die die Grenzen des Mediums in Form und Inhalt überwunden haben (Anna Biller)

American Independent Film Awards 2017
- Auszeichnung mit The Michael Cimino Best Film Award für Filme mit einem Budget zwischen einer und drei Millionen US-Dollar (Anna Biller)

Dublin Film Critics’ Circle Awards 2017
- Auszeichnung für die beste Kamera (M. David Mullen)

Fangoria Chainsaw Awards 2017
- Nominierung für die beste Hauptdarstellerin (Samantha Robinson)

London Film Critics’ Circle 2017
- Nominierung für den Technical Achievement Award für Haar und Makeup (Emma Willis)